# 雲霧法
雲霧法（うんむほう）は調節力の介入を防ぐため、わざとピントが合わない程度の状態（一般的に2ディオプトリー程度の近視状態）になるようなテストレンズを装着させ、20分程度おいた状態から屈折検査を行う方法をいう。
特に遠視性の屈折検査や、調節力の介入が著しい若年層の目を検査する際に用いる。ミドリン等の調節力麻痺剤の点眼が困難な場合や、薬品の使用が許可されない眼鏡店での検眼に用いることがある。